# 西川裕次郎
西川裕次郎（日语：／ Nishikawa Yujiro，1995年10月22日—），日本男子羽毛球運動員。滋賀縣出生，畢業於比叡山高校及法政大学，現隸屬於NTT東日本株式會社，並為該社的羽毛球隊成員，隊員編號9號。

## 簡歷
2019年5月，西川裕次郎出戰丹麥羽毛球國際賽，與星野翔平合作在男雙決賽以2比1擊敗英格蘭组合，奪得其首個國際職業賽冠軍。同月，二人又在斯洛文尼亞羽毛球國際賽男雙決賽，以2比0擊敗了波蘭的组合，再奪冠軍。

## 主要比賽成績
只列出曾進入準決賽的國際賽事成績：
| 年份   | 賽事                   | 公開賽級別 | 項目     | 拍檔     | 成績   |
| ------ | ---------------------- | ---------- | -------- | -------- | ------ |
| 2017年 | 大阪羽毛球國際挑戰賽   | 國際挑戰賽 | 男子雙打 | 野村拓海 | 準決賽 |
| 2019年 | 丹麥羽毛球國際賽       | 國際挑戰賽 | 男子雙打 | 星野翔平 | 冠軍   |
| 2019年 | 斯洛文尼亞羽毛球國際賽 | 國際系列賽 | 男子雙打 | 星野翔平 | 冠軍   |
| 2020年 | 愛沙尼亞羽毛球國際賽   | 國際系列賽 | 男子雙打 | 浦井唯行 | 準決賽 |
| 2020年 | 愛沙尼亞羽毛球國際賽   | 國際系列賽 | 混合雙打 | 尾崎沙織 | 冠軍   |
| 2020年 | 瑞典羽毛球公開賽       | 國際系列賽 | 男子雙打 | 浦井唯行 | 準決賽 |
| 2020年 | 瑞典羽毛球公開賽       | 國際系列賽 | 混合雙打 | 尾崎沙織 | 冠軍   |

| 2007-2017年 | 首要超級賽 | 超級賽 | 黃金大獎賽 | 大獎賽 | 國際挑戰賽 | 國際系列賽 | 未來系列賽 | 其他 |

| 2018-2026年 | 總決賽 | 超級1000賽 | 超級750賽 | 超級500賽 | 超級300賽 | 超級100賽 | 國際挑戰賽 | 國際系列賽 | 未來系列賽 | 其他 |